# Skamp
Skamp – litewski zespół muzyczny, grający muzykę pop-rock i hip-hop, założony w 1998. Reprezentant Litwy w 46. Konkursie Piosenki Eurowizji (2001).

## Albumy studyjne
- Angata (1999, Koja Records Group)
- Green (2000, Koja Records Group)
- Le Boom-Chick (2000, Koja Records Group)
- Skempinligė (2001, Koja Records Group)
- Project: Tolerance (2001, Koja Records Group)
- Reach (2004, Melodija Records / Tabami Records)
- Deadly (2005, Melodija Records / Tabami Records)
- Le Boom-Chick Vol.2 (2007, Melodija Records / Tabami Records)
- Kažką?! (2008, Tabami Records)

## Single
- Summertime (1998, Koja Records Group)
- You Got Style (2001, Koja Records Group)
- Musų Dienos Kaip Šventė (2002, Tabami Records)
- Split The Atom (Na Na Na) (2004, Melodija Records)
- A Ka Guelen'2006 (2006, Melodija Records)